# オオモリドラゴン
オオモリドラゴン（Gonocephalus grandis）は、爬虫綱有鱗目アガマ科モリドラゴン属に分類されるトカゲ。

## 分布
インドネシア（スマトラ島、ボルネオ島、メンタワイ島）、シンガポール、タイ南部、ベトナム、マレーシア、ラオス

## 形態
全長25-55センチメートル。種小名のgrandisは「大きな」の意。腹面には黄色い斑点が入る。尾に細い横縞が入る。
オスの成体は後頭部に鶏冠状の、背中には帆状の鱗（クレスト）が発達する。

## 生態
水辺の森林に生息する。
食性は動物食で、昆虫などを食べる。

## 人間との関係
ペットとして流通されることがあり、日本にも輸入されている。水に浸かることもあるため、大型の水入れを用意する。

### 外部資料
1. 1 2  The IUCN Red List of Threatened Species
  - Inger, R.F. & Manthey, U. 2010. Gonocephalus grandis. In: IUCN 2011. IUCN Red List of Threatened Species. Version 2011.2.